# 1050 Meta
Meta (asteroide 1050) é um asteroide da cintura principal, a 2,1600322 UA. Possui uma excentricidade de 0,177103 e um período orbital de 1 553,33 dias (4,25 anos).
Meta tem uma velocidade orbital média de 18,38380397 km/s e uma inclinação de 12,52187º.
Esse asteroide foi descoberto em 14 de Setembro de 1925 por Karl Reinmuth.